# Xcite X-Cross 7

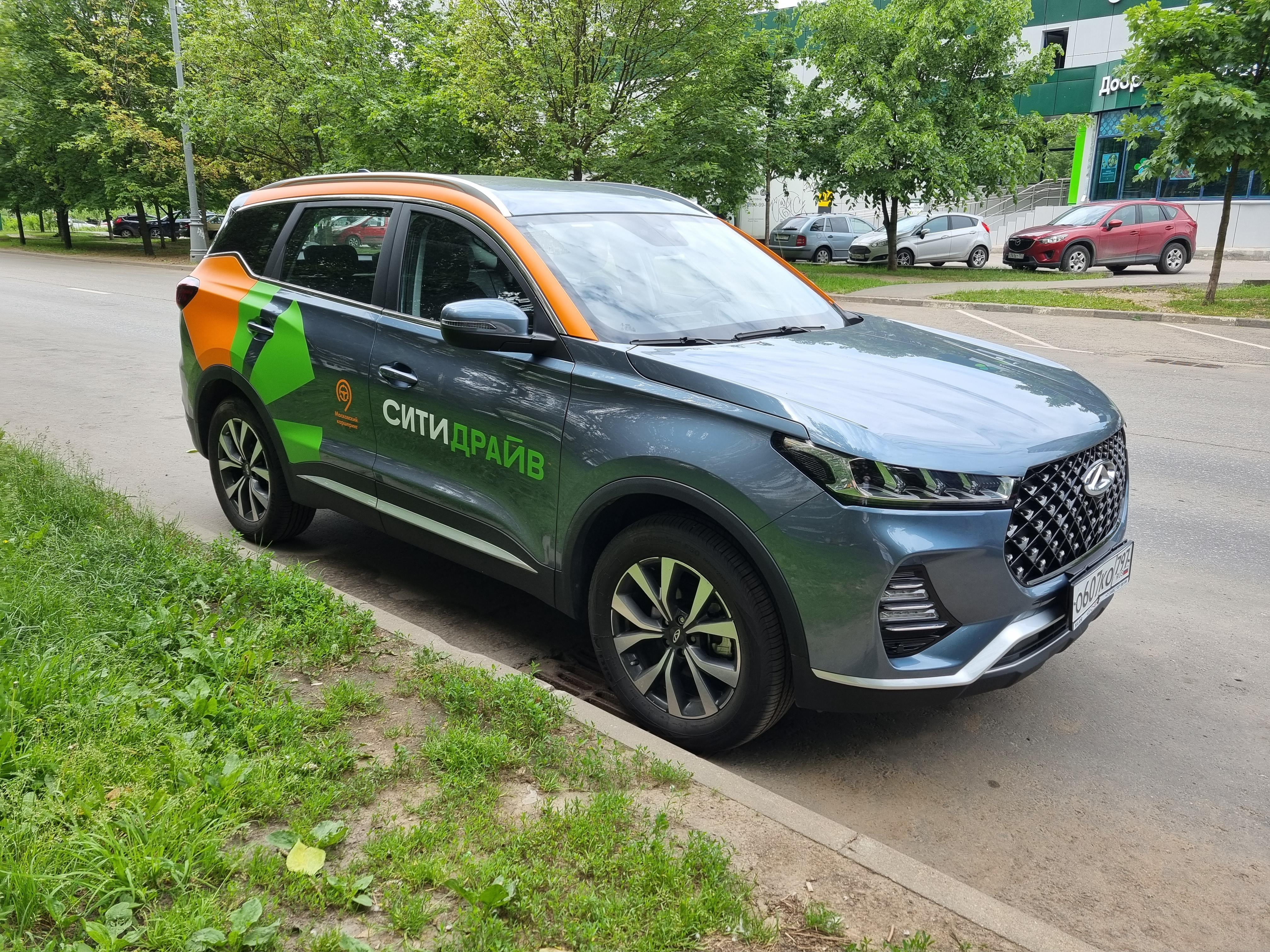
Прототип Автомобиля Xcite X-Cross 7

Xcite X-Cross 7 — кроссовер, выпускавшийся с 2024 года по 13 марта 2025 года суббрендом Xcite компании Lada.

## История
В январе 2024 года «Автозавод Санкт-Петербург», после неудачного проекта LADA X-Cross 5, заявил о запуске нового автобренда Xcite. Xcite X-Cross 7 был представлен 13 марта 2024 года, приём заказов начался 21 мая. Продажи начались 27 мая и уже реализовали 76 автомобилей 

## Завершение производства
13 марта 2025 года автомобили Xcite X-Cross 7 и X-Cross 8 были сняты с производства, так как компания Chery не будет больше поставлять машинокомплеты для сборки, а автомобиль создан на базе Chery Tiggo 7 Pro.

## Информация
Xcite X-Cross 7 — это среднеразмерный переднеприводный кроссовер. Он оборудован 1,5-литровым бензиновым турбомотором мощностью 147 л.с. и 210 Н·м крутящего момента. Коробка передач — вариатор или автомат. Максимальная скорость составляет 186 км/ч, разгон до сотни занимает 9,8 с. Стоимость автомобиля от 2 499 000 рублей. 